# Înnebunesc și-mi pare rău
Înnebunesc și-mi pare rău este un film românesc din 1992 regizat de Jon Gostin. Rolurile principale au fost interpretate de actorii Oana Ștefănescu, Bogdan Uritescu, Gheorghe Visu.

## Distribuție
Distribuția filmului este alcătuită din:
- Vasile Popa
- Valentin Teodosiu — Securistul
- Magda Catone — Gina
- Viorel Comănici — Iosif
- Eugenia Ardelean
- Ion Siminie
- Mirela Moraru
- Ion Militaru
- Carmen Tănase
- Viorel Plavițiu
- Mihai Adrian
- Ioana Abur — Fănica
- George Alexandru
- Gheorghe Visu — Nelu
- Diana Popescu
- Violeta Berbiuc
- Aurora Leonte — Rodica
- Ionel Mihăilescu
- Florian Pittiș — Flavius
- Florin Iaru
- Niță Anastase
- Claudia Arsene
- Minodora Condur
- Ilie Vlaicu
- Bogdan Uritescu — Gelu
- Dana Dogaru
- Oana Ștefănescu — Mariana
- Mugur Arvunescu

## Primire
Filmul a fost vizionat de 43.317 spectatori de spectatori în cinematografele din România, după cum atestă o situație a numărului de spectatori înregistrat de filmele românești de la data premierei și până la data de 31 decembrie 2014 alcătuită de Centrul Național al Cinematografiei.